# 松橋町
松橋町（まつばせまち）は、熊本県の中部に位置していた町。2005年1月15日、宇土郡三角町・不知火町および下益城郡小川町・豊野町と合併し宇城市となったため自治体としては消滅した（松橋町のあった地区は「宇城市松橋町」となっている）。主な基幹産業は農業である。

## 歴史
- 1889年（明治23年）4月1日 - 町村制実施に伴い、松橋村が町制移行。
- 1954年（昭和29年）12月1日 - 松橋町、当尾村、豊福村、豊川村が対等合併。新町制による松橋町が発足。
- 1958年（昭和33年）4月13日 - 昭和天皇、香淳皇后が町内に行幸啓。熊本県松橋療護園を訪問[1]。
- 1990年（平成2年）3月1日 - 下益城郡豊野村と境界変更。
- 2005年（平成17年）1月15日 - 三角町、不知火町、小川町、豊野町と合併。宇城市が成立。

## 経済

### 産業
- 農業
- 水産業

### 特産物
- レンコン

## 地域

### 教育
- 中学校
  - 松橋中学校
  - 下益城西部中学校（1971年松橋中学校新設のため豊川中学校と統合）
  - 豊川中学校（1971年松橋中学校新設のため下益城西部中学校と統合）
- 小学校
  - 松橋小学校
  - 当尾小学校
  - 豊川小学校
  - 豊福小学校

### 国の機関
- 熊本労働局松橋公共職業安定所

### 県の機関
- 宇城地域振興局
- こども総合療育センター
- 松橋警察署

## 交通

### 鉄道路線
町内に駅はなかったが、隣の不知火町に鹿児島本線松橋駅があった。

### 道路
- 高速道路
  - 九州自動車道：松橋インターチェンジ
- 一般国道
  - 国道3号
  - 国道266号

## 名所・旧跡・観光スポット・祭事・催事

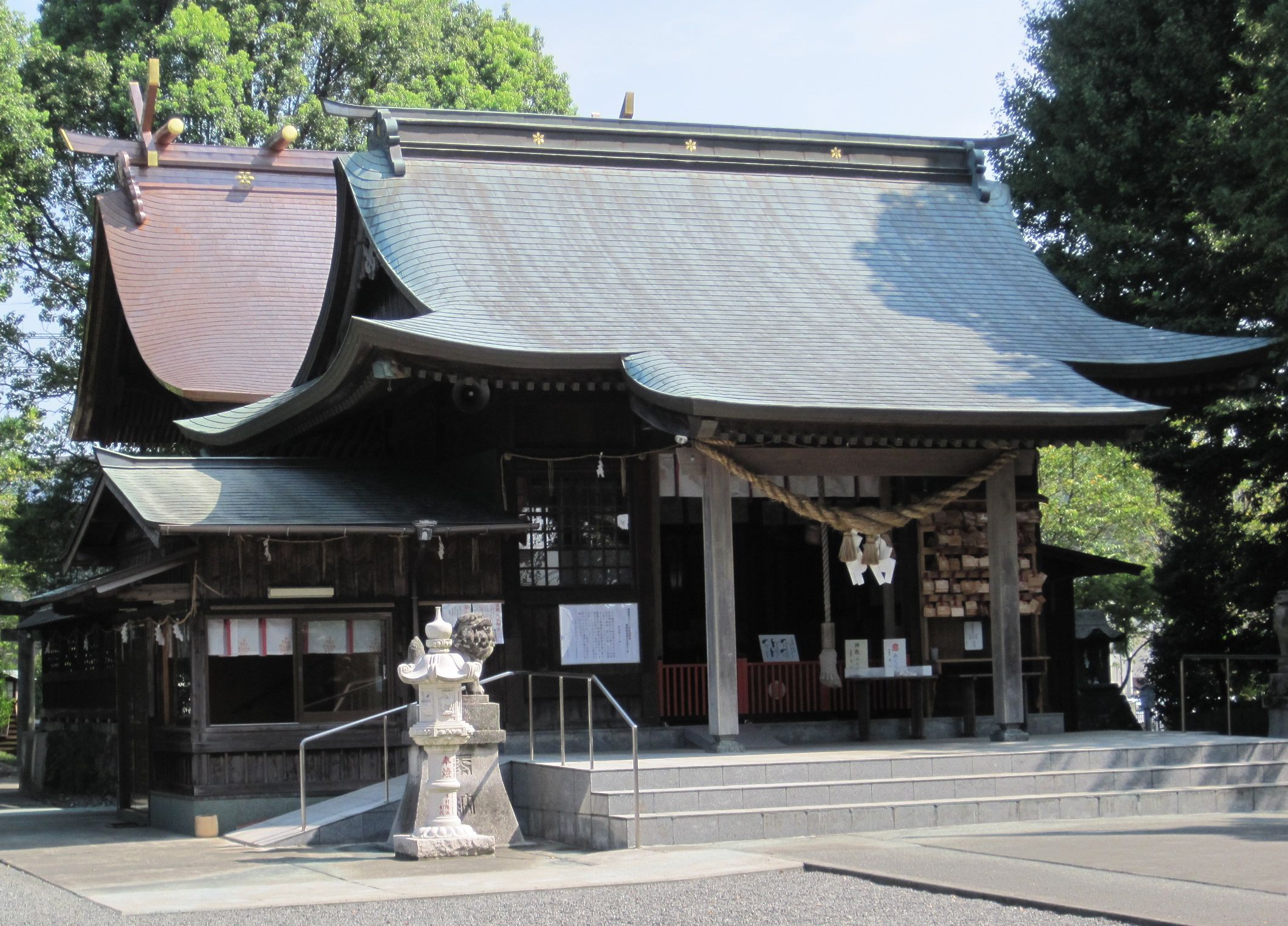
松橋神社

- 豊福阿蘇神社
- 松橋神社
- 大野神社
- 曲野神社
- 寄田神社（高群逸枝 - 望郷子守歌の碑）
- 郷土資料館（曲野）
- アドベンチャーパーク（曲野）
- 大道夫婦塚公園（曲野）
- 女夫塚古墳（曲野）
- トーナンレークカントリークラブ（松山）
- 岡岳山（松山）
- 松橋大塚古墳

## 出身著名人
- 竹崎季長（鎌倉幕府御家人）
- 福田令寿（医師・教育者・社会事業者）
- 吉澤一喜（武道家）
- 高群逸枝（詩人・民俗学者）
- 松田喜一（農業研究者、教育者）
- 奥村政雄（日本カーバイド工業創立者）
- 福田得志（鹿児島大学学長、薬理学者）
- 中山寧人（陸軍少将・元松橋町長）
- 塔本シスコ（画家）
- 秋岡芳夫（工業デザイナー）
- 江藤慎一（野球）[2]
- 秋本勝則（元柔道選手）
- 落合正幸（プロサッカー選手）
- 平岡和徳（サッカー指導者、熊本県立大津高等学校サッカー部監督）
- 秋本啓之（柔道選手）
- 緒方亜香里（柔道選手）
- 川上優子（元陸上競技選手）
- 中上真亜子（タレント）